# تشيري دنيس
تشيري دنيس (بالإنجليزية: Cheri Dennis)‏ هي ملحنة ومغنية مؤلفة أمريكية، ولدت في 7 أغسطس 1979.

## وصلات خارجية
- تشيري دنيس على موقع IMDb (الإنجليزية)
- تشيري دنيس على موقع ميوزك برينز (الإنجليزية)
- تشيري دنيس على موقع أول ميوزيك (الإنجليزية)
- تشيري دنيس على موقع ديسكوغز (الإنجليزية)